# Batangas-Bucht

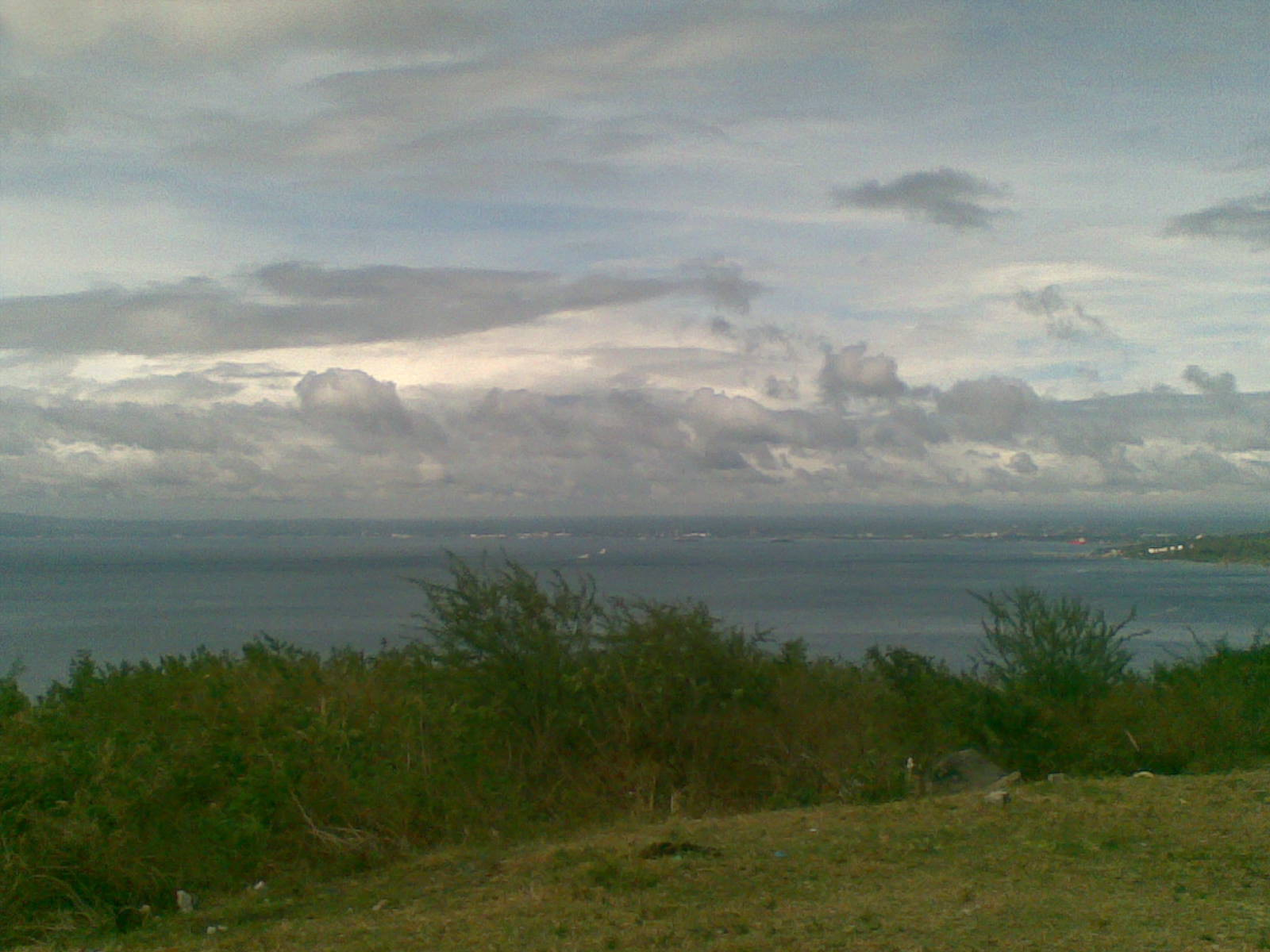
Blick auf die Batangas-Bucht von Brgy. Pagkilatan, Batangas City

Die Batangas-Bucht ist eine größtenteils von Land umschlossene Meeresbucht in der Provinz Batangas im Südwesten der Insel Luzon, auf den Philippinen. Sie ist eine Meeresausbuchtung im Norden der Isla-Verde-Straße und erstreckt sich von der Küste von Batangas City bis zur Calumpang-Halbinsel, auf der der 501 Meter hohe Vulkan Panay liegt. Die Bucht umfasst eine Fläche von 220 km², bei einer mittleren Tiefe von 200 Metern. 
Der bedeutendste Hafen in der Bucht ist der Tiefwasserhafen von Batangas City, von dem Fährverbindungen nach Puerto Galera angeboten werden.

## Weblink
- die Batangasregion auf der Website von Pemsea.org (PDF-Datei; 9,59 MB)